# Vasilij Petrov
Vasilij Ivanovitj Petrov (russisk: Васи́лий Ива́нович Петро́в; født 2. januar (Gregoriansk 15. januar) 1917, død 1. februar 2014) var en russisk og sovjetisk officer.
Petrov startede med at studere i 1935, kom med i hæren i 1939 og fuldførte løjtnantskurset i 1941.
Under anden verdenskrig kæmpede Petrov i forsvaret af Odessa og Sevastopol og slaget om Kaukasus. Senere tog han også del i invasionen af Rumænien og Budapest offensiven. Efter krigen blev Petrov færdig på Frunse-militærakademiet, og i 1961 forfremmet til generalmajor.
I 1983 blev han forfremmet til marskalk af Sovjetunionen. Fra 1972 til -76 havde han kommandoen over USSRs østlige militærdistrikt, og han tjente som øverstkommanderende for unionens bakkestyrker fra 1980 til -85.
Petrov arbejdede også som militær rådgiver for militæret i det socialistiske Etiopien under Ogaden-krigen.
| Biografi | Spire Denne biografi er en spire som bør udbygges. Du er velkommen til at hjælpe Wikipedia ved at udvide den. |